# 애네코스키

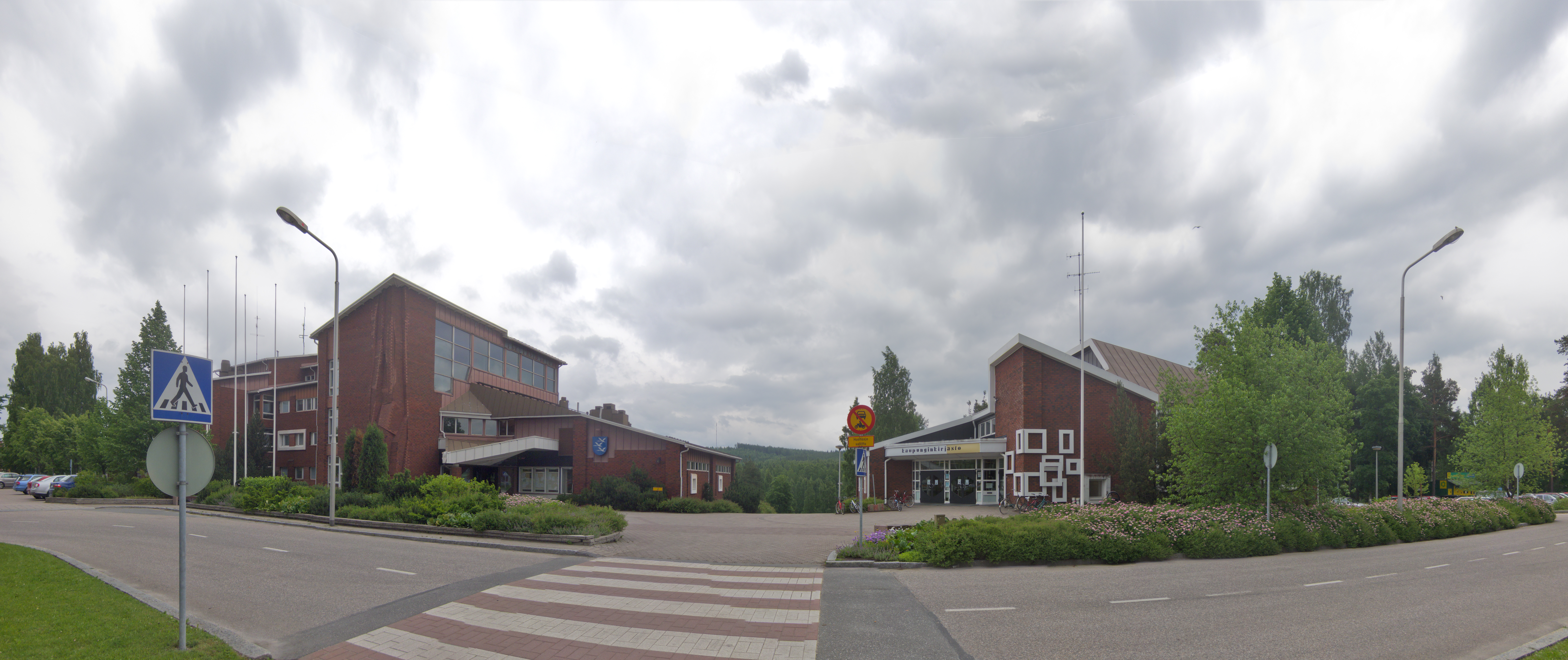
애네코스키 시청과 도서관

애네코스키의 위치

애네코스키(핀란드어: Äänekoski)는 핀란드 중앙수오미 지역에 위치한 도시로 면적은 884.49km2, 인구는 19,609명(2016년 3월 31일 기준), 인구 밀도는 22.17명/km2이다.

시 문장

## 자매 도시
- 스웨덴 외른셸스비크
- 노르웨이 시그달